# NGC 1769
NGC 1769 ist ein Emissionsnebel im Sternbild Schwertfisch in der Großen Magellanschen Wolke. 
NGC 1769 wurde im Jahre 1826 von James Dunlop entdeckt und ist im New General Catalogue verzeichnet.